# Meter
Il meter è un contatore elettronico collegato ai televisori di un panel (campione) di circa 16.100 famiglie italiane, utilizzato dalla società Auditel per la rilevazione degli ascolti televisivi.
Il meter, dotato di collegamento GSM e di porta Ethernet che rileva e trasmette i dati relativi all'utilizzo del digitale terrestre, satellitare e trasmissione via cavo, è composto da tre parti:
- L'unità di identificazione, che riconosce e registra il canale televisivo dell'apparecchio utilizzato (TV, videoregistratore/videoregistratore digitale, decoder digitale terrestre, decoder satellitare);
- Il telecomando, che segnala le presenze individuali per ciascun televisore, attraverso tasti assegnati a ogni componente della famiglia e a eventuali ospiti;
- L'unità di trasmissione, che raccoglie i dati per poi trasmetterli, tra le 2 e le 5 del mattino, al calcolatore centrale, via linea telefonica o GSM o tramite la connessione internet presente nella residenza ove installato.

I dati elaborati sono poi disponibili alle 10 del mattino del giorno seguente.